# راه‌آهن بین‌شهری پکن–تیانجین
راه‌آهن بین‌شهری پکن–تیانجین (انگلیسی: Beijing–Tianjin intercity railway) یک قطارتندرو در کشور چین است که از شهر پکن شروع و در تیانجین به پایان می‌رسد.
این خط که در سال ۲۰۰۸ راه‌اندازی شده در مجموع فاز ۱ و ۲ آن ۱۶۱ کیلومتر طول و ۹ ایستگاه دارد و زمان سفر بین دو شهر بزرگ در شمال چین را از ۷۰ به ۳۰ دقیقه کاهش داد.

## نگارخانه

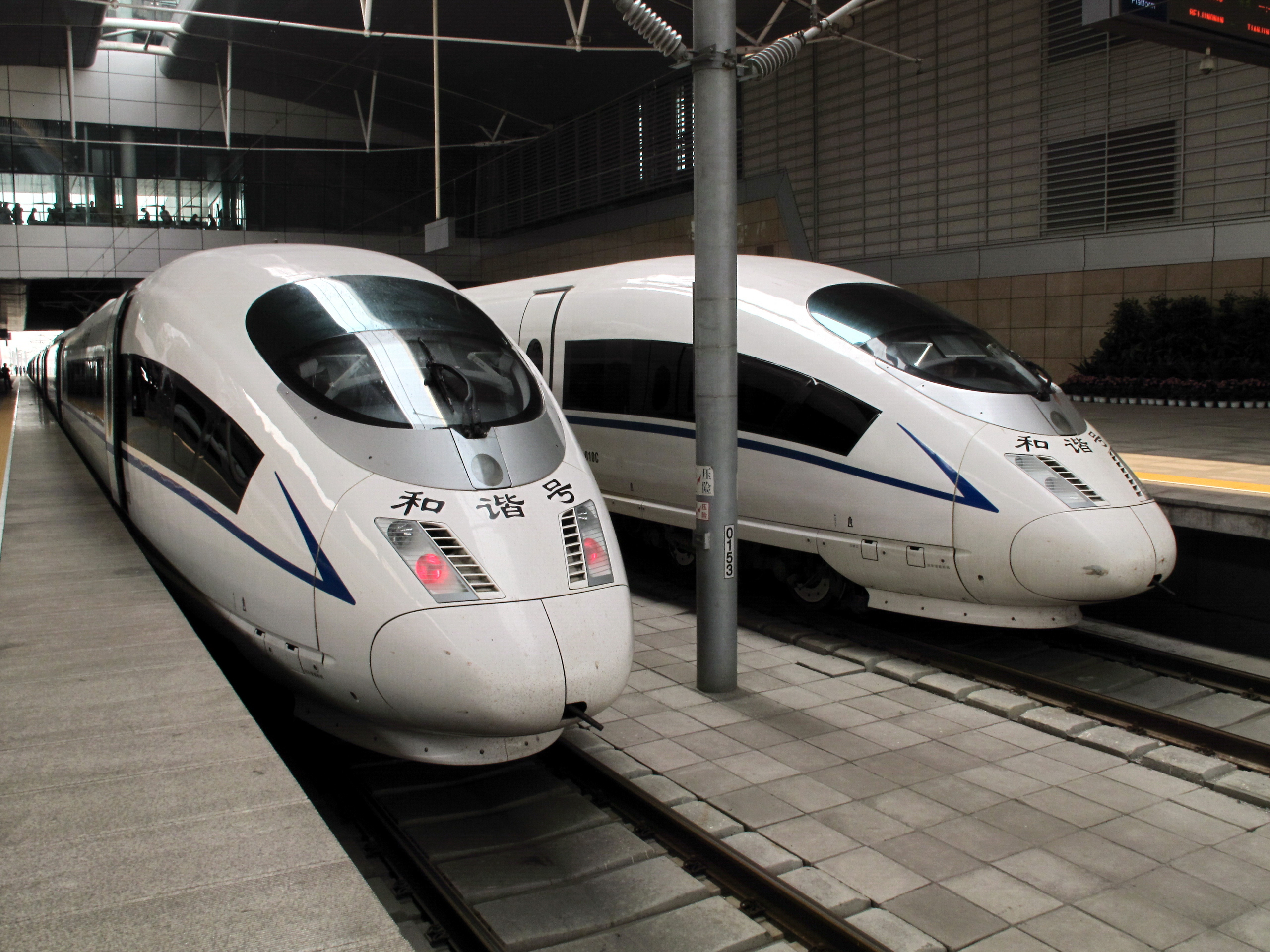
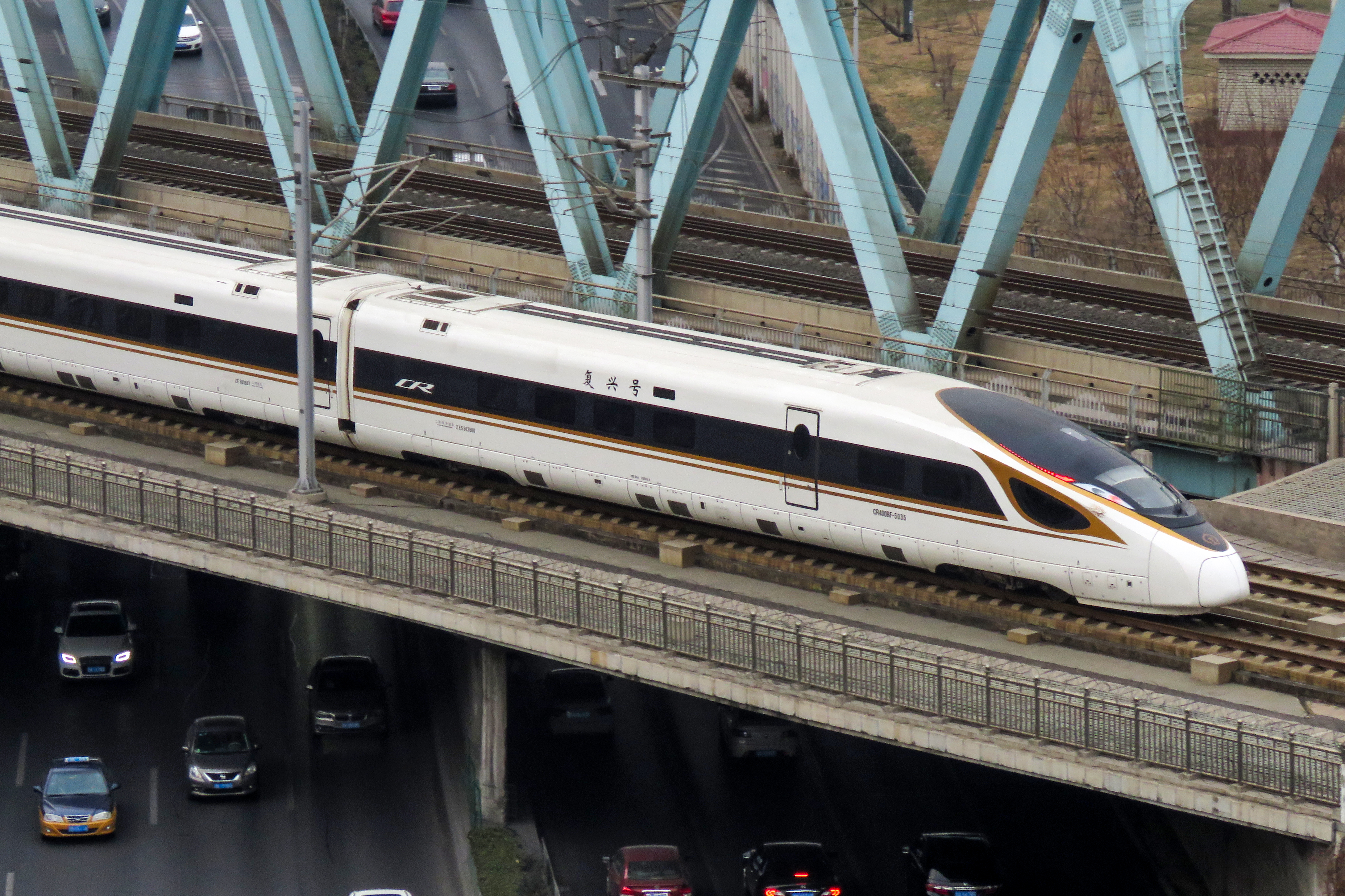
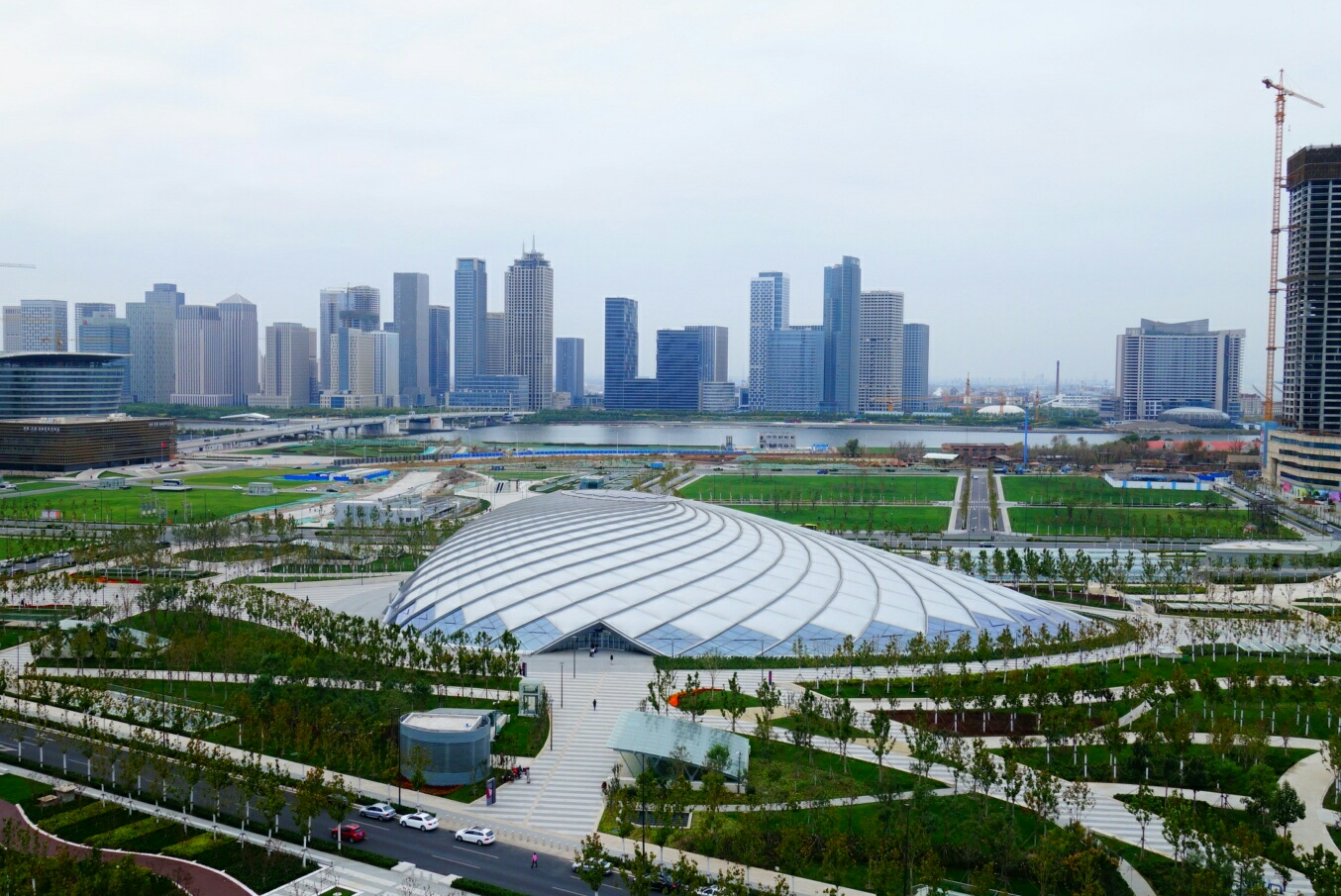
ایستگاه راه‌آهن بینهای
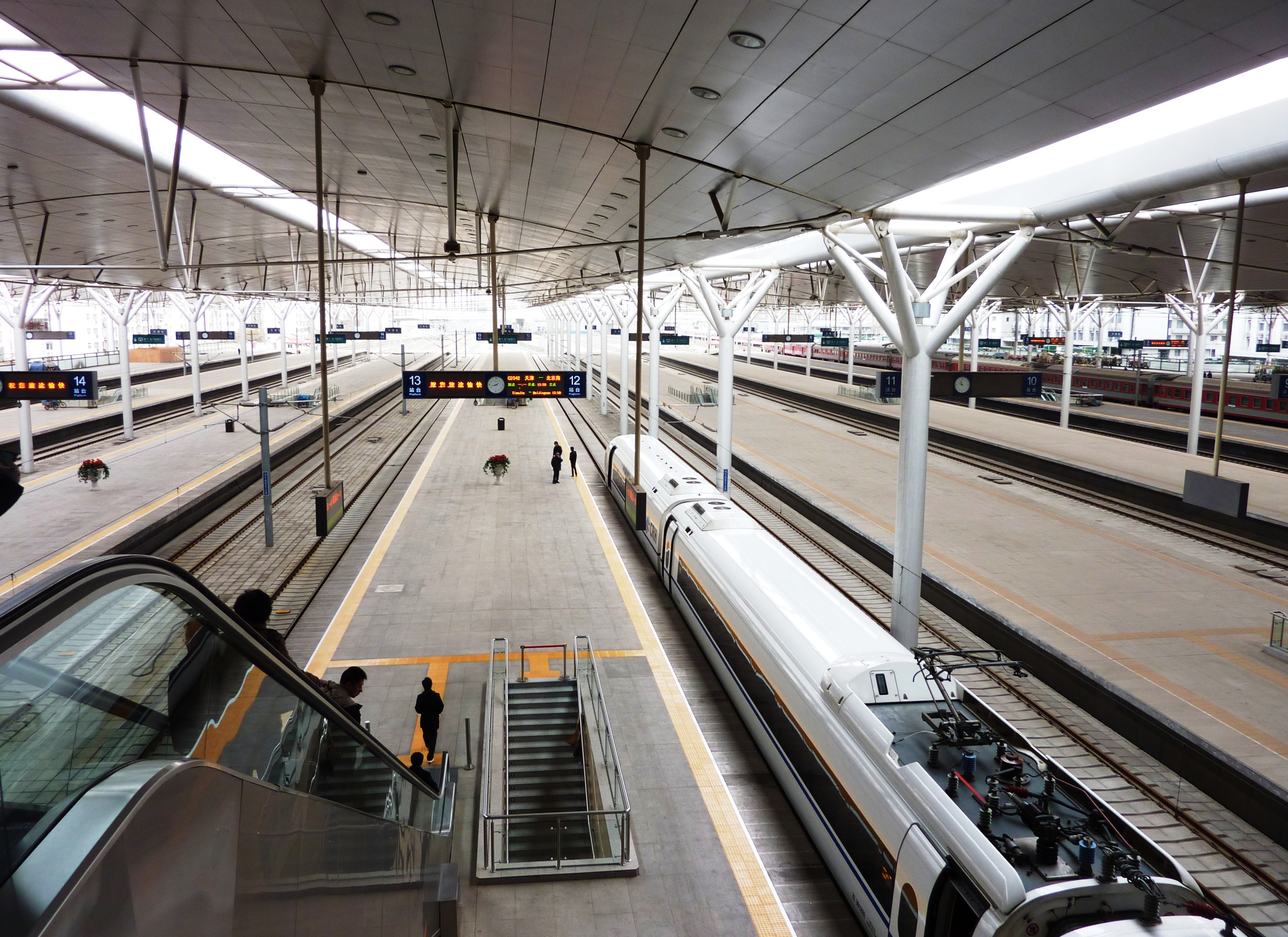
ایستگاه راه‌آهن تیانجین